# Kriegerdenkmal (Altötting)

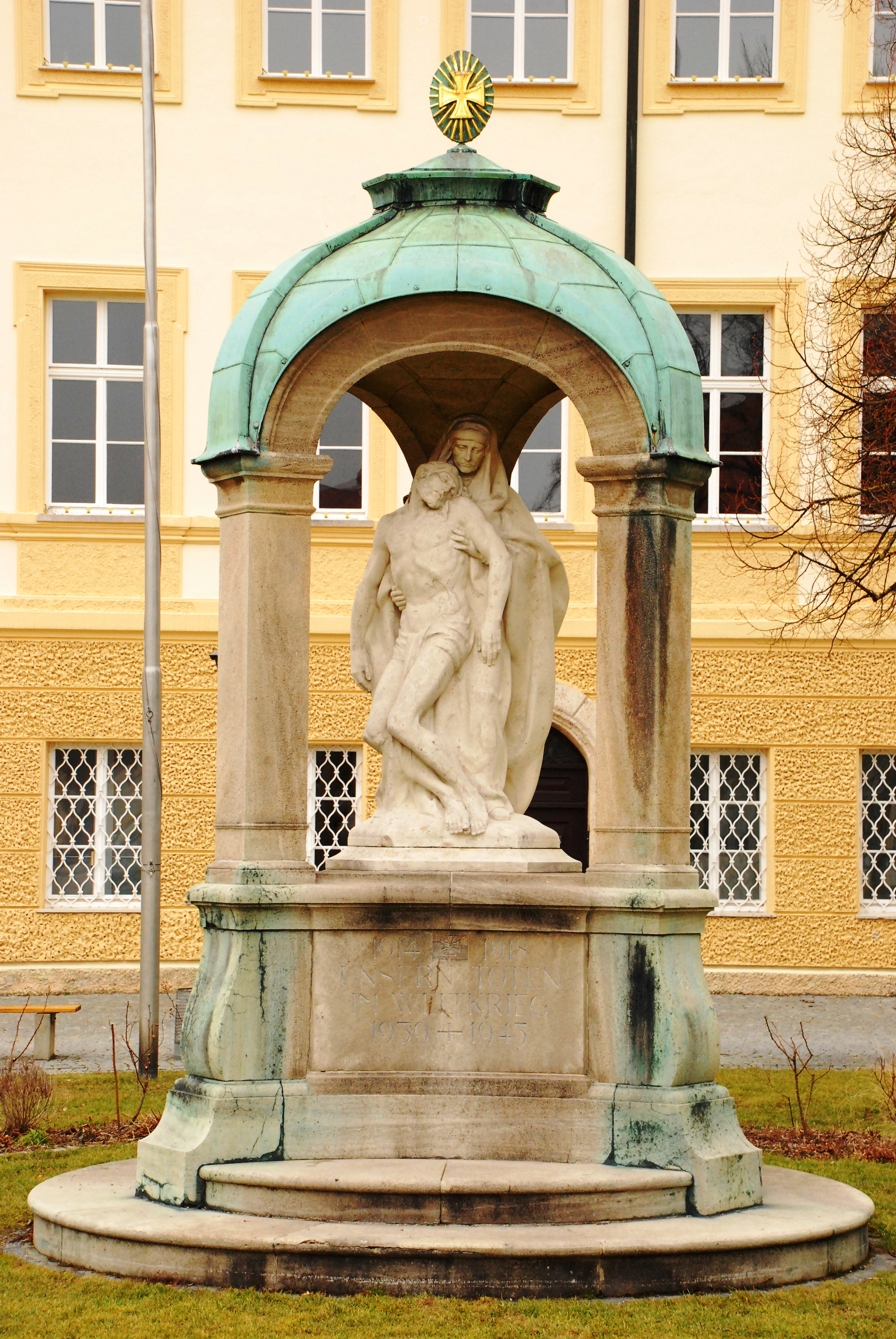
Das Kriegerdenkmal auf dem Kapellplatz

Das Kriegerdenkmal der oberbayerischen Kreisstadt Altötting erinnert an die Gefallenen des Ersten Weltkriegs.

## Beschreibung
Es wurde um 1928 an der Nordseite des Kapellplatzes errichtet. Der Bildhauer Franz Hoser schuf im Stil des Neubarock einen auf drei Pfeilern ruhenden Baldachin. Darunter eine Pietà.
Das Kriegerdenkmal ist in die Denkmalliste eingetragen.